# Ignacio Plaza
Ignacio Plaza Jiménez, más conocido como Ignacio Plaza, (Ciudad Real, 10 de enero de 1994) es un jugador de balonmano español que juega como pívot en el Tatabánya KC.
Logró el bronce con la selección de balonmano de España sub-20 en el Europeo de 2014.

## Palmarés

### Füchse Berlin
- Copa EHF (1): 2018
- Mundialito de clubes (2): 2015, 2016

### AEK Atenas
- Liga de Grecia de balonmano (2): 2020, 2021
- Copa de Grecia de balonmano (1): 2021
- Copa Europea de la EHF (1): 2021

### Oporto
- Liga de Portugal de balonmano (1): 2023

## Clubes
| Club               | País     | Año         |
| ------------------ | -------- | ----------- |
| BM Ciudad Real     | España   | ? - 2012    |
| Quabit Guadalajara | España   | 2012 - 2013 |
| BM Puerto Sagunto  | España   | 2013 - 2015 |
| Füchse Berlin      | Alemania | 2015 - 2018 |
| SC Magdeburg       | Alemania | 2018 - 2019 |
| AEK Atenas         | Grecia   | 2019 - 2022 |
| FC Oporto          | Portugal | 2022 - 2024 |
| Tatabánya KC       | Hungría  | 2024 - Act. |